# Kafeteria (badania społeczne)
Kafeteria – lista możliwych odpowiedzi na pytanie zamknięte lub półotwarte dołączana w kwestionariuszu do tego pytania. 
Jedną z najczęściej wykorzystywanych w badaniach społecznych kafeterii jest kafeteria znana jako skala Likerta.
Kafeteria może być dysjunktywna - respondent może wtedy wskazać tylko jedną z możliwych odpowiedzi, lub koniunktywna - respondent może wskazać więcej niż jedną odpowiedź.

## Źródła
1. ↑  Tadeusz Pilch, Zasady badań pedagogicznych: strategie ilościowe i jakościowe, Wydawnictwo Akademickie "Żak", 1995, s. 43, ISBN 978-83-62015-16-0 [dostęp 2022-01-09] (pol.).
2. ↑  Napierała Marek i inni, Zdrowie i rekreacja ludzi w różnym wieku = Health and recreation people ages, Walery Zukow, 15 stycznia 2013, s. 52, ISBN 978-83-62750-06-1 [dostęp 2022-01-09] (pol.).